# Psalidaster mordax
Psalidaster mordax är en sjöstjärneart som beskrevs av Fisher 1940. Psalidaster mordax ingår i släktet Psalidaster och familjen trollsjöstjärnor.

## Underarter
Arten delas in i följande underarter:
- P. m. mordax
- P. m. rigidus